# The Storm Within
The Storm Within je desáté studiové album švédské progresivmetalové kapely Evergrey. Bylo vydáno 9. září 2016 u vydavatelství AFM Records. Podle zpěváka Toma Englunda je to nejsilnější nahrávka v jejich kariéře. Na albu se jako host podílela zpěvačka Floor Jansen.

## O albu
Většina textů na albu je podle zpěváka Toma Englunda inspirována osobami nebo událostmi z jeho života. Celkově je nahrávka o "hledání identity a o snaze žít na plno, když se cítíte poloprázdní". Evergrey k albu vydali celkově tři singly. „Distance“, „The Paradox of the Flame“, ke kterým natočili také videoklip, a „Passing Through“. Po vydání alba byl vydán i videoklip k písni „The Impossible“.
Na písních „In Orbit“ a „Disconnect“ se jako host podílela zpěvačka Floor Jansen. Englundova manželka, Carina Englund, zase zpívala v písni „The Paradox of the Flame“ a zahrála si i ve videoklipu.

## Seznam skladeb
Texty napsal(i) Tom S. Englund.
| Pořadí         | Název                    | Host           | Délka |
| -------------- | ------------------------ | -------------- | ----- |
| 1.             | Distance                 |                | 5:38  |
| 2.             | Passing Through          |                | 5:02  |
| 3.             | Someday                  |                | 4:59  |
| 4.             | Astray                   |                | 5:22  |
| 5.             | The Impossible           |                | 3:19  |
| 6.             | My Allied Ocean          |                | 4:07  |
| 7.             | In Orbit                 | Floor Jansen   | 5:38  |
| 8.             | The Lonely Monarch       |                | 5:28  |
| 9.             | The Paradox of the Flame | Carina Englund | 5:40  |
| 10.            | Disconnect               | Floor Jansen   | 7:00  |
| 11.            | The Storm Within         |                | 6:16  |
| Celková délka: | Celková délka:           | Celková délka: | 58:23 |

## Obsazení
- Tom S. Englund – zpěv, kytara
- Henrik Danhage – kytara, doprovodný zpěv
- Rikard Zander – klávesy, doprovodný zpěv
- Johan Niemann – basová kytara, doprovodný zpěv
- Jonas Ekdahl – bicí

### Hosté
- Floor Jansen – zpěv
- Carina Englung – zpěv